# سرو کشمر
سرو کشمر یا سرو مقدس زرتشت که سرو آزاده نیز گفته می‌شود درختی بوده که به باور زرتشتیان به دستور زرتشت در کشمر (کاشمر امروزی) کاشته شده بود. این درخت بسیار زیبا و بزرگ بود و مورد تقدس مردم، چندان که آوازه‌اش به متوکل خلیفهٔ عباسی رسید و او نیز به گماشته‌اش (ابوالطیب) در نیشابور فرمان داد که درخت بریده شود و برای او فرستاده شود. زرتشتیان آن شهر پیشنهاد کردند که در برابر نبریدنش، ۵۰٬۰۰۰ سکهٔ زر بپردازند. اما این پیشنهاد پذیرفته نشد و سرو کهن‌سال را بریدند و برای خلیفه به بغداد بردند. یک روز پیش از رسیدن درخت به بغداد، متوکل به قتل رسید و این مطابق پیش‌گویی زرتشت بود که گفته بود هر که این درخت را ببرد، کشته خواهد شد. گفته‌اند این سرو در زمان قطع شدن بیش از ۱۴۰۰ سال عمر داشت.

## اسطوره‌شناسی و تاریخ
سرو کشمر را روایت است که زرتشت، آن را با دست خود از بهشت آورده و در زمین کشمر کاشته است. حکیم فردوسی در این باره سروده:
| یکی شاخ سرو آورید از بهشت |  | بدروازه شهر کشمر بکشت |

در کتاب دانشنامه مزدیسنا نوشته جهانگیر اشیدری آمده:
گویند اشو زرتشت، دو درخت سرو به طالع سعد در دو محل به دست خود کاشت، یکی در دهکده کشمر و دیگری در دهکده فریومد از روستاهای توس (طوس) خراسان. به مرور این درخت بلند و ستبر و پرشاخ شده و دیدن آن موجب شگفتی بینندگان می‌شد. چون وصف این سروها در مجلس متوکل عباسی، خلیفه عهد، بیان شد، او که مشغول به عمارت در جعفریه سرمن رای، مشهور به سامره بود به خاطرش افتاد که آن سرو را قطع کرده، به بغداد بیاورند.
در کتاب ثمارالقلوب خواجه ابومنصور ثعالبی چنین می‌گوید:
این دو درخت سرو کشمر و سرو فریومد گشتاسب ملک فرمود تا بکاشتند. متوکل علی‌الله جعفربن المعتصم خلیفه را این درخت وصف کردند و او بنای جعفریه آغاز کرده بود. نامه نوشت به عامل نیشابور خواجه ابوالطیب و به امیر طاهر بن عبدالله بن طاهر که باید آن درخت (سرو کشمر) ببرند و بر گردون نهند و به بغداد فرستند و جمله شاخ‌های آن در نمد دوزند و بفرستند تا درودگران در بغداد آن درخت راست بازنهند و شاخ‌ها به میخ به هم باز بندند چنان‌که هیچ شاخ و فرع از آن درخت ضایع نشود تا وی آن ببیند آن گاه در بنا به کار برند. پس گبرگان جمله جمع شوند و خواجه ابوالطیب را گفتند ما پنجاه هزار دینار زر نیشابوری خزانه خلیفه را خدمت کنیم درخواه تا از این بریدن درخت درگذرد، چه هزار سال زیادت است تا آن درخت کاشته‌اند و این در سنه اثنتین و ثلاتین و مأتین بود و از آن وقت که این درخت کشته بودند تا بدین وقت هزار و چهارصد و پنج سال بود، و گفتند که قلع و قطع این مبارک نیاد و بدین انتفاع دست ندهد. پس عامل نیشابور گفت متوکل نه از خلفا و ملوک بود که فرمان وی ردّ توان کرد.
پس خواجه ابوالطیب امیر عتاب ورقاأ الشاعر الشیبانی را که از فرزندان عمر و بن کلثوم الشاعر بود بدین عمل نصب کرد و استادی درودگر بود. در نیشابور که مثل او نبود او را حسین نجار گفتندی. مدتی روزگار صرف کردند تا اره آن بساختند و اسباب آن را مهیا کردند و استداره ساق این درخت چنان‌که در کتب آورده‌اند مساحت بیست بیست و هفت تازیانه بوده است. هر تازیانه رشی و ربعی بذارع شاه؛ و گفته‌اند در سایه آن درخت زیادت از هزار گوسفند گرفتی و وقتی که آدمی نبودی و گوسفند و شبان نبودی و حوش و سماع آن جا آرام گرفتندی و چندان مرغان گوناگون بر شاخ‌ها مأوی داشتند که اعداد ایشان کسی در ضبط حساب نتواند آورد.
چون بیفتاد در آن حدود زمین بلرزید و کاریزها و بناهای بسیار خلل کرد و نماز شام انواع و اقسام مرغان بیامدند چندان که آسمان پوشیده گشت و به انواع اصوات خویش نوحه و زاری می‌کردند بر وجهی که مردمان از آن تعجب کردند و گوسفندان که در ضلال آن آرام گرفتندی همچنان ناله و زاری آغاز کردند. پانصد هزار درم صرف افتاد در وجوه آن تا اصل آن درخت از کشمر به جعفریه بردند و شاخ‌ها و فروع آن بر هزار و سیصد اشتر نهادند.
آن روز که بیگ منزلی جعفریه رسید آن شب غلامان متوکل را بکشتند و آن اصل سرو ندید و آن برخورداری نیافت؛ و این بود شب چهارشنبه لثلاث خلون من شوال سنه اثنتین و ثلاثین و مأتین. باغر ترکی با جماعتی از غلامان به اشارت منتصر قصد متوکل کردند و متوکل در مجلس لهو نشسته بود و آن (درخت) در یک منزلی جعفریه بماند تا عهدی نزدیک؛ و در آن سال والی نیشابور که آن فرمود ابوالطیب طاهر و هر که در آن سعی کرده بود جمله پیش از حولان حول هلاک شدند. درودگر و آهنگر و شاگردان و اصحاب نظاره و ناقلان آن چوب هیچ‌کس نماندند و این از اتفاقات عجیبه است.
این چنین گفته شده بود که اگر کسی دستور به بریدن یکی از این دو سرو دهد یا ریشه آن را ببیند، بی‌درنگ خواهد مرد و متوکل نیز به دست غلامانش کشته شد.

## سرو کشمر در شاهنامه
در شاهنامهٔ فردوسی در آغاز پادشاهی گشتاسب در واقعه ظهور زرتشت به این سرو اشاره شده که نهال آن از بهشت آورده شده است که توسط شاه کیانی در جلوی در آتشکده آذر مهر برزین کاشته شده بود.
| یکی سرو آزاده را بهشت       |  | به پیش در آذر آن را بکشت     |
| نبشتی بر آن زاد و سرو سهی   |  | که پذرفت گشتاسب دین بهی      |
| گوا کرد مر سرو آزاد را      |  | چنین گستراند خرد داد را      |
| چو چندی برآمد برین سالیان   |  | مر آن سرو استبر گشتش میان    |
| چنان گشت آزاد سرو بلند      |  | که برگرد او برنگشتی کمند     |
| چو بسیار برگشت و بسیار شاخ  |  | بکرد از بر او یکی خوب کاخ    |
| چهل رش به بالا و پهنا چهل   |  | نکرد از بنه اندرو آب و گل    |
| فرستاد هرسو به کشور پیام    |  | که چون سرو کشمر به گیتی کدام |
| ز مینو فرستاد زی من خدای    |  | مرا گفت زینجا به مینو گرای   |
| کنون هرک این پند من بشنوید  |  | پیاده سوی سرو کشمر روید      |
| در آیین پیشینیان منگرید     |  | برین سایهٔ سروبن بگذرید       |
| سوی گنبد آذر آرید روی       |  | به فرمان پیغمبر راستگوی      |
| پراگنده فرمانش اندر جهان    |  | سوی نامداران و سوی مهان      |
| همه نامداران به فرمان اوی   |  | سوی سرو کشمر نهادند روی      |
| پرستشکده گشت زان سان که پشت |  | ببست اندرو دیو را زردهشت     |
| بهشتیش خوان ار ندانی همی    |  | چرا سرو کشمرش خوانی همی      |
| چراکش نخوانی نهال بهشت      |  | که شاه کیانش به کشمر بکشت    |

## سرو کشمر؛ نماد ایران

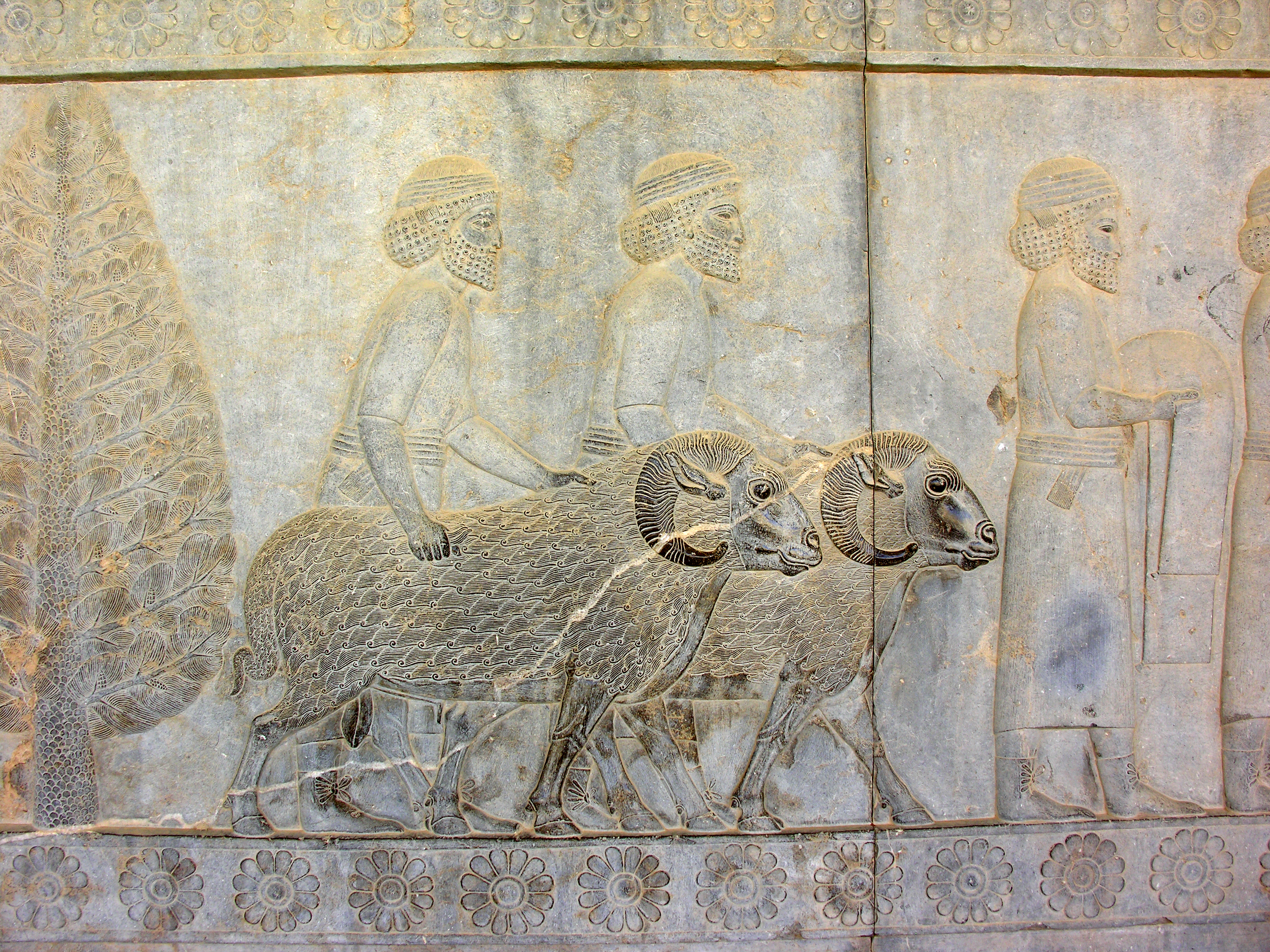
نقش سرو بر سنگ‌نگاره‌های تخت جمشید

درخت سرو از دیرباز نماد و نشان ایران باستان بوده است. این که در قالب‌ها، فرش‌ها و نگاره‌ها نقش سروهای شاخه برگشته بسیار دیده می‌شود، بقایای آثار همان سنت ملی است. به ویژه سر خمیده نشان سرو، که نشانه دشواری‌هایی است که در سراسر تاریخ سر او را خم کرده(نشانه فروتنی) اما در مقابل انیران کمر خم نکرده و استوار است.

## در ادبیات
سرو در نمادشناسی ادبیات پارسی نماد اعتدال و ایستادگی و سرافرازی است. اما از این گذشته، اشاره و ارجاع به سرو کشمر به‌طور ویژه در همهٔ عمر ادبیات پارسی دری و بر زبان سرایندگان گوناگون همواره روان بوده و نماد ایستادگی و استواری و بلندی‌ست.
محمدتقی بهار:
| به چهر و سیما فرزند ماه گردونی |  | به قد و بالا مانند سرو کشمری |

قاآنی:
| گویی که جهان نهال قدش را |  | از تخمه سرو کشمر دارد |

یا به عنوان نمادی برای ایران در برابر دیگر سرزمین‌ها:
| آشوب هند، فتنهٔ چین، آفت ختا |  | خورشید روم، ماه ختن، سرو کشمر |

در فروردین ۱۳۹۷ هم غزلی از شفیعی کدکنی در رثای نمادین قطع این درخت در مجلهٔ بخارا منتشر شد که مطلع آن از این قرار است:
| آسمان تیره شد آن سبز چو بر خاک افتاد |  | شیون و همهمه در گنبدِ افلاک افتاد |

بانو هما ارژنگی شاعر معاصر قطعه ای بلند در رثای سرو کشمر سروده‌اند که اینچنین شروع می‌شود:
| در دل دشت فراخ                  |
| سربرآورده یکی سرو شکوهنده و سبز |
| همچو تندیس اساتیری دور          |
| قد برافراخته چون کوه بلند       |
| بی‌گزند از نفس سرد زمان          |
| سال او گشته فزون تر ز هزار…     |